# Yenibosna
Yenibosna o Yenibosna Merkez è una mahalle situata ai confini del distretto di Bahçelievler nella parte europea di Istanbul, in Turchia. 

## Storia
I primi dati sulla popolazione parlano di 350 persone. L'insediamento originario si chiamava inizialmente Saraybosna, il nome turco della città di Sarajevo, in Bosnia, che era stata precedentemente sotto il dominio turco durante il periodo dell'Impero Ottomano. Saraybosna rimase un piccolo insediamento nonostante fosse a breve distanza da Istanbul, la capitale dell'Impero Ottomano.
La fondazione della Repubblica di Turchia ha visto un rapido sviluppo dell'area, che è stata assorbita da Istanbul e ha assunto il nome attuale di Yenibosna (“Nuova Bosnia”). I resti del vecchio insediamento sono visibili nel cortile dietro la scuola elementare di Yenibosna.
Dopo il 1990, ha registrato un intenso aumento della popolazione ed è cresciuto in modo non pianificato. Mentre la parte occidentale è una zona industriale, quella orientale è un'area residenziale. Recentemente, il quartiere è stato rivitalizzato con grandi complessi residenziali (come Kuyumcukent, Foreign Trade Complex) e negozi outlet del settore tessile. I blocchi Altınyıldız e le case İhlas sono importanti complessi residenziali del quartiere. Oltre a cio', Yenibosna è uno snodo principale in cui si intersecano tutte le linee di trasporto della zona occidentale di Istanbul. Il quartiere, un tempo parte del distretto di Bakırköy, è stato successivamente annesso a Bahçelievler a causa dell'aumento della popolazione dovuto all'intensa migrazione.
Nel quartiere ci sono quattro strade principali. Si tratta di Yıldırım Beyazıd, Fatih Caddesi, Dereyolu Mithatpaşa Caddesi e Sanayi Caddesi. La strada più trafficata del quartiere è Yıldırım Beyazıd Caddesi. Yenibosna ha cambiato volto grazie ai recenti investimenti. Gli investimenti che rivitalizzano l'economia del quartiere sono il mercato edilizio Koçtaş e la sede della İhlas Holding.
La maggioranza dei residenti del distretto di Yenibosna sono bosgnacchi.

## Trasporti
Il quartiere possiede una stazione della metropolitana che funge come nodo di interscambio fra le linee M1 e M9 della metropolitana di Istanbul.

## Sport
Yenibosna è sede dello Yenibosna Sports Club. Nel quartiere si trova anche lo stadio del Bahçelievler.